# 花林寺
花林寺原名兜率寺，位於四川省綿陽市鹽亭縣富驿镇火星村，始建于唐代，现存大殿建于元朝至大四年（1311年）。花林寺虽然建筑经历了明清多次修缮，但建筑主体仍为元代原构，是中国南方仅存的约20余座宋元木构建筑建筑之一。 
花林寺坐北朝南，四合院佈局。現存大雄殿建築面積180平方公尺，素面台基高2.35公尺，垂帶式踏道8級，正殿面闊三間，明間寬7.4公尺，左右次間各寬2.2公尺，進深12公尺，通高8.2公尺。懸山式頂，抬粱式梁架，簷下存五鋪斗拱八朵。梁上書有“大明萬曆”等字跡。單簷懸山式頂上覆小青瓦。花林寺為進一步研究明代中晚期區域性建築的分佈、地方特點和建築歷史提供了實物資料。
花林寺于1986年列入為鹽亭縣文物保護單位，2012年列入第八批四川省文物保護單位，2019年列入第八批全国重点文物保护单位。